# Ankama Animations
Ankama Animations est une filiale du groupe Ankama créée le 13 mars 2007, chargée de produire des films et séries d'animation. Elle s'est fait connaître avec la série Wakfu, diffusée de 2008 à 2024 par le groupe France Télévisions.
En 2007 sort sa première animation nommée Goultard le barbare qui revient sur le passé du personnage éponyme. En 2013 elle produit la série jeunesse Dofus : Aux trésors de Kerubim pour France 3.
Au début des années 2010, la filiale Animations est regroupée avec d'autres filiales d'Ankama consacrées au monde du cinéma et de l'animation, dont un studio installé au Japon. En février 2016 Ankama Animations sort son premier film intitulé Dofus, livre 1 : Julith. Il connaît un succès moyen sur le marché du film d'animation en 2D français avec un total de 85 833 entrées à l'internationale. Le second, Mutafukaz, inspiré de la série de bande dessinée homonyme et coréalisé avec le studio japonais Studio 4°C, sort l'année suivante en festival, mais peine à trouver un diffuseur pour la France. En parallèle, de nouveaux projets sont annoncés chaque année, mais peu d'entre eux parviennent à être finalisés.
En 2017, dans le cadre du rachat de parts de l'entreprise mère par Média participations, les studios Ankama Animations et Ellipsanime Productions s'unissent pour former la nouvelle société MadLab Animations. Ankama Animations se positionne désormais comme « lanceur d'idées » pour MadLab.

## Projets d'animation
En 2007, Loïc Roger et Fafah Togora d'Ankama Animations réalisent le court-métrage Goultard le barbare, première réalisation de la société française, diffusé originellement lors de la Japan Expo 2007. Il conte les origines de Goultard, personnage notamment présent dans le manfra Dofus. Le projet est repris quelques années plus tard et une version retravaillée est diffusée sur le portail web d'Ankama, dans le cadre de l'émission Inside Ankama, le 29 mai 2010. Elle est accompagnée d'un making-of mi-live mi-animations,.
À partir de 2008, Ankama Animations produit — en lien avec le jeu vidéo Wakfu — une série d'animation homonyme qui comporte alors 68 épisodes de 20 à 26 minutes (45 minutes pour les OAV) chacun (deux saisons de 26 épisodes, 3 OAV et une saison 3 de 13 épisodes). Elle est réalisée en coproduction avec France 3, avec un coût de production estimé entre 6 et 9 millions d'euros. Les épisodes sont diffusés le samedi matin sur France 3 dans l'émission Ludo dès 2008. Pour la saison 1, est rajouté un bonus d'environ 2 minutes nommé Mini Wakfu après chaque épisode, où est mis en scène un théâtre de marionnettes miniature racontant une anecdote en rapport avec l'épisode.
En 2009, le cofondateur d'Ankama Anthony « Tot » Roux exprime la volonté de créer trois séries d'animations. La première, adaptée du jeu vidéo Dofus, composée de 26 épisodes, conte le chaos d'Ogrest (passage de l'Âge des Dofus à l'Ère du Wakfu). La deuxième est Dofus Tournament Championship, une web-série de dix épisodes d'environ dix minutes chacun. Le scénario est simple : seize combattants s'affrontent dans un tournoi. Après avoir visionné un épisode, les spectateurs devront parier sur un vainqueur. S'ils parient sur le bon personnage, ils pourront remporter des bonus pour Dofus. La troisième série est mi-live mi-animation 2D et prend place à l'époque de Starfu, un projet de fin à la trilogie vidéoludique Dofus-Wakfu : « Les histoires se dérouleront à bord de vaisseaux équipés d'une IA capable de générer des serviteurs virtuels (d'où les persos en 2D). » Il évoque également un film dont le scénario se déroule à l'Âge des Dofus, Joris.
Le 1er octobre 2010,, Ankama Animations annonce officiellement la réalisation de deux longs-métrages développant l'univers du Krosmoz. Le premier, prévu pour 2013, intitulé Dofus, livre 1 : Joris Jurgen se déroule mille ans avant le second, Wakfu, lui annoncé pour l'année suivante, qui n'est autre que la suite de la série télévisée homonyme. En 2011, la filiale déclare vouloir finalement créer deux trilogies cinématographiques et précise le nom des réalisateurs du premier film : Anthony Roux, directeur artistique de l'entreprise, et Thomas Digard, qui n'était pourtant que le seul réalisateur d'un pilote publié en 2010,. Un film basé sur la série de bande dessinée Mutafukaz de Run est aussi présenté, coréalisé avec le studio japonais Studio 4°C, ainsi qu'un projet de série télévisée, nommé provisoirement Dofus la série, de vingt-six épisodes de vingt-six minutes. Pré-acheté par France Télévisions, sa réalisation est confiée à Roux et Eunyoung Choi et son scénario à Roux et Masaaki Yuasa,.
De 2010 à 2011, Ankama produit trois épisodes d'une série stop-motion en pâte à modeler, intitulée Débil Starz et réalisée par Pierre Fernandez à Roubaix. Ils sont, au total, sélectionnés dans quatre festivals, dont principalement le Festival international du film d'animation d'Annecy,,. Toujours en 2011, l'auteur de bande dessinée Souillon réalise le pilote d'un projet de série télévisée dérivée de sa bande dessinée Maliki, dont les albums sont publiés par Ankama Éditions.
Lors de l'édition 2011 du Festival international du film d'animation d'Annecy, Ankama Animations annonce la reprise d'un projet du collectif Steak, Muffin Jack et Jean-François, une série de 52 épisodes de 13 minutes ayant pour cible les 6-12 ans. La série est alors renommée en Muffin Jack et Jeremy et conte l'histoire d'un espion transformé en muffin et d'un pâtissier combattant le crime,,,. La réalisation est confiée à Thomas Digard. Pendant une conférence de presse de janvier 2015, le studio français annonce un partenariat avec la chaîne de télévision jeunesse Gulli et une production prévue dès fin de l'année suivante. Mais en mai 2016, le site Krozmotion informe que le projet est avorté. Deux trailers et deux essais d'animations sont finalement dévoilés au public.
En 2012, deux ans après, cinq élèves de l'école d'arts Gobelins, Marlène Beaube, Maxime Delalande, Clément Doranlo, Nadya Mira et Thibaud Gayral de Luca, en stage chez Ankama, réalisent un court intitulé Le Dauphin dauphin. La même année, à la suite du succès de Wakfu, Ankama Animations lance le projet de la série animée Welsh et Sheldar, qui se déroulait dans l'univers du Krosmoz — situé chronologiquement avant Dofus. Elle devait se composer de 26 épisodes de 26 minutes chacun. Mais France Télévisions préférant une série où les épisodes pouvait se regarder sans forcément avoir vu les précédents, mais aussi plus axée sur les jeunes enfants, le projet dut s'arrêter.
En 2012 toujours, Ankama entreprend un projet de série télévisée, Baïdir, mis en œuvre par Aniss Slimane, Thierry Rivière et Charles Lefèbvre, qui en avait déjà réalisé un pilote,, qui avait alors été diffusé à lors du festival d'Annecy trois ans auparavant. Ils sortent un nouveau trailer en 2014, présentant le projet comme un « turbomédia animé », où le spectateur contrôle l'histoire. Le projet est finalement repris par Andarta Pictures fin 2018.
En 2013 est produit, toujours en lien avec leur jeu vidéo Dofus, la série d'animation Dofus : Aux trésors de Kerubim qui comporte 52 épisodes de 13 minutes environs. La série est diffusée du 5 janvier 2013 au 1er janvier 2014 sur France 3 dans Ludo.
Une série d'animation basée sur le jeu de figurines Krosmaster est annoncée en juin 2015 pour Gulli. La série, seul projet en trois dimensions, est destinée aux enfants de 6 à 12 ans et se forme de 52 épisodes de 13 minutes. Il est aussi dit qu'une série « mi-animation mi-live » sur le manga City Hall est produite ainsi qu'une web-série sur le webcomic Maliki, une série d'animation comédie sur le party game d'Ankama Abraca, sous un format de 26 épisodes de 30 minutes pour les enfants de 6 à 10 ans. La même année, l'idée d'une adaptation pour jeunes adultes du comics The Grocery est évoquée, ainsi qu'un court métrage pour un public plus mûr intitulé Les Parapluies de Maude, réalisé par Romain Barriaux et d'une durée de quinze minutes, et une seconde websérie autour de Chacha, une licence d'Ankama Products à grand succès. Des épisodes très courts seraient prévus, pour des applications telles que Vine ou Snapchat.
Le film d'animation Dofus, livre 1 : Julith, sorti le 3 février 2016 et réalisé par Jean-Jacques Denis avec Anthony Roux (cofondateur d'Ankama), est centré sur le personnage de Joris Jurgen qui se déroule chronologiquement entre la série Dofus : Aux trésors de Kérubim et le projet Welsh et Shedar (des séries où le personnage de Joris y est présent).
Anthony Roux dévoile dans sa « Lettre à la communauté » de décembre 2016, un autre projet de film, Princesse Dragon. En animation 2D, le film est réalisé par Roux avec Jean-Jacques Denis (le même duo que pour Dofus, livre 1 : Julith). Le film, avec un style aquarelle est destiné à un public très jeune, de 6 à 10 ans. En septembre 2017, sur son blog, Roux annonce que le scénario est achevé et que lui et son acolyte sont en attente d'une réponse d'éventuels producteurs. Le budget du film est, d'après Les Échos, de trois à quatre millions d'euros, soit deux fois moins que pour Dofus, livre 1 : Julith.
Après le Festival international du film d'animation d'Annecy de 2015, la saison 3 du dessin animé Wakfu est confirmée sous un format de treize épisodes de 26 minutes. Ils sont diffusés en septembre 2017 sur la chaîne France 4. Peu après la diffusion de la troisième saison, Anthony Roux annonce sur son blog qu'il prévoit des saisons 4 et 5 qui clôtureraient le premier arc de l'histoire, et serait liées au futur jeu vidéo Waven. Selon le site web IGN, Netflix aurait proposé de produire la suite de la série, mais à condition de récupérer les droits de la franchise. Ce qu'Ankama aurait refusé.
Sort finalement en 2017 le film Mutafukaz, réalisé par Guillaume « Run » Renard, auteur de l'histoire originale, et le japonais Shōjirō Nishimi,,,,. Le groupe Ankama annonce en janvier de la même année au 44e festival international de la bande dessinée d'Angoulême une adaptation en web-série pour la bande dessinée de Monkey Bizness (éditée chez Ankama Éditions collection Label 619) de Pozla et ElDiablo,. Avec Jack Antoine Charlot et Pozla à la réalisation, ElDiablo aux dialogues et Pazlo à l'image, la série serait produite par Passion Paris avec Studio 4 et le CNC. Un teaser a également été dévoilé, et dix épisodes de sept minutes sont annoncés.

Au festival international du film d'animation d'Annecy 2017, après la diffusion de Mutafukaz, Ankama annonce Eros, une mini-série de science-fiction autour de la mythologie grecque de 10 épisodes pour un public numérique (du type Netflix). Une adaptation de la bande dessinée au style comics DoggyBags est également prévue.

## Filmographie
Sauf indication contraire, les informations mentionnées dans cette section peuvent être confirmées par la base de données cinématographiques IMDb,  présente dans la section « Liens externes ».
La filmographie contient également les réalisations non-achevées (série avec seulement un épisode pilote) et les productions d'autres sociétés cinématographiques détenues par Ankama.

### Ankama Animations
Courts métrages
- 2007 : Goultard le barbare de Loïc Roger et Fafah Togora
- 2010 : Goultard le barbare, version retravaillée
- 2010 : Dofus Mini de Loïc Roger et Fafah Togora
- 2012 : Le Dauphin dauphin de Marlène Beaube, Maxime Delalande, Clément Doranlo, Nadya Mira et Thibaud Gayral de Luca
- Dofus Heroes

Séries télévisées
- 2008-2024 : Wakfu (4 saisons et trois épisodes spéciaux, avec Ankama Japan)
- 2008-2010 : Mini Wakfu (1 saison)
- 2010 : Maliki (épisode pilote seulement, de Maliki)
- 2010 : Débil Starz (trois épisodes pilotes seulement, de Pierre Fernandez)
- 2011-2012 : Maxi mini (1 saison)
- 2013 : Dofus : Aux trésors de Kerubim (1 saison)
- 2019 : Abraca (1 saison)
- 2023 : Lance Dur (1 saison)
- 2025 : Bestiale[49] (1 saison)
- 2025 : Dofus Welsh & Shedar (1 saison)

Cinéma
- 2015 : Dofus, livre 1 : Julith d'Anthony Roux et Jean-Jacques Denis
- 2017 : Mutafukaz de Guillaume Renard et Shōjirō Nishimi
- 2021 : Princesse Dragon d'Anthony Roux et Jean-Jacques Denis, projet original d'Ankama

### Ankama Japan
- 2010 : Rémi le marlou (pilote seulement, de Christophe Kourita)
- 2010 : Kōtetsu no Vandetta (pilote seulement, de Jin Tamamura)

### Ankama Productions
Télévision
- 2009-2011 : Nerdz (final de la saison 3 et saison 4)
- 2009-2011 : J'irai loler sur vos tombes
- 2010-2012 : Karaté Boy (2 saisons)
- 2010 : Young Karaté Boy (1 saison)
- 2011-2012 : Le Golden Show (7 premiers épisodes)

Webséries
- 2010 : Le Visiteur du futur (saisons 3 et 4)

## Distribution
Pour la distribution de sa série Wakfu, Ankama Animations signe début 2016 avec OCS Go, TF1 VOD et CanalPlay pour la diffusion de la saison 1 et 2, ainsi que pour les trois épisodes spéciaux.

## MadLab Animations
Créée en 2017, MadLab Animations est détenue par Ankama Animations et Ellipsanime Productions. Elle est chargée de réaliser des œuvres animées destinées à la jeunesse, notamment dérivées de bandes dessinées. Ankama Animations et Ellipsanime ne cessent cependant pas leurs activités. Les deux firmes se positionnent désormais comme « lanceuses d'idées » et productrices des projets, alors que MadLab Animations a pour charge la fabrication,.

## Studio No Border
Le Studio No Border, installé à Tokyo au Japon, est annoncé au grand public au Festival international du film d'animation d'Annecy le 10 juin 2019. Thomas Romain est directeur artistique. Le studio est chargé du développement d'animations japonaises, mais aussi de jeux vidéo. Ses premiers projets d'animations sont Monster Slaughter, basé sur le jeu homonyme d'Ankama Boardgames, et The Koomos.

## Ankama Japan
Le studio Ankama Japan, ou Ankama Japon, ouvert à Tokyo en 2009, est auteur de plusieurs animations dont des épisodes de Wakfu, parmi lesquels les spéciaux Noximilien l'horloger et Ogrest, la légende, et l'épisode pilote de la série mecha inachevée Kōtetsu no vandetta, (ou Iron Vendetta). Présenté pour la première fois en 2008 au Comiket de Tokyo, la série est originellement créée comme un dōjin par le studio amateur japonais Thumbnail, puis reprise en collaboration avec Ankama Japan. Après la dissolution d'Ankama Japan en 2011, le projet est arrêté au mois d'août faute de financements suffisants et l'épisode 0 est rendu public sur Internet, via Niconico, deux ans plus tard,.
Un autre projet de série télévisée, Rémi le Marlou (ou Rémi la bohème), lancé par Christophe Yoshida (ou Kourita) en 2007,, est relancé,, mais est finalement abandonné, après la réalisation d'un pilote de 15 minutes. Une adaptation de Freaks' Squeele, bande dessinée de Florent Maudoux, avait été dévoilée en 2009,, mais annulée après des conflits entre l'auteur original, le réalisateur et le producteur.

## Ankama Productions et Movies
Ankama Productions
Ankama Productions, société SASU, est une filiale du groupe nordiste pour la production de programmes à la télévision. Elle est créée le 24 août 2009 puis radiée le 31 août 2013 pour être absorbée par Ankama Animations. Pour un capital social de 10 000 €, elle comptait moins de 10 salariés.
Ankama Movies
Ankama Movies (« Ankama Films » en français) est une filiale SAS d'Ankama spécialisée dans la production de films pour le cinéma créée en septembre 2010 avant d'être fusionnée avec le pôle animations le 29 octobre 2010. Avec un capital social de 1 000 000 €, elle comptait entre dix et vingt salariés.

## Anim!
Anim ! est le portail d'Ankama chargé de la publication sur le site web de l'entreprise de la version originale d'animes, parmi lesquels Panda-Z, Gurren Lagann, Planetes ou Eureka Seven,.

## Sélections et nominations
- Débil Starz de Pierre Fernandez, 2010 :
  - The Good Father : sélection officielle hors compétition « politiquement incorrect » Festival international du film d'animation d'Annecy 2010 ;
  - Blackchapel : sélection officielle « courts-métrages made in France » Festival européen du film fantastique de Strasbourg 2011, sélection officielle « séries télévisées » Festival international du film d'animation d'Annecy 2011 ;
  - Game Over Dead : sélection officielle Juste pour rire, 2011 ;
- Dofus, livre 1 : Julith d'Anthony Roux et Jean-Jacques Denis, 2015 : nomination pour le meilleur film d'animation au Festival international du film de Catalogne 2016[89] ;
- Mutafukaz de Guillaume Renard et Shōjirō Nishimi, 2017 : 
  - Meilleure musique originale et Prix du jury jeune au Festival international du film fantastique de Gérardmer 2018[90], meilleur long-métrage au Festival international du film de Valladolid[91], nommé dans la catégorie du meilleur film d'animation indépendant aux Annie Awards 2018[92] ;
  - Sélection dans la catégorie du meilleur film d'animation aux Oscars 2019[93].

## Identité visuelle

Premier logotype de la société.
Deuxième logotype de la société.
Logotype actuel de la société.